# Démographie de l'Aube
La démographie de l'Aube est caractérisée par une densité faible et une population âgée qui croît depuis les années 1950.
Avec ses 311 076 habitants en 2022, le département français de l'Aube se situe en 73e position sur le plan national.
En six ans, de 2015 à 2021, sa population s'est accrue de près de 2 300 unités, c'est-à-dire de plus ou moins 400 personnes par an. Mais cette variation est différenciée selon les 431 communes que comporte le département.
La densité de population de l'Aube, 51,8 habitants par kilomètre carré en 2022, est deux fois inférieure à celle de la France entière qui est de 107,1 hab./km2 pour la même année.

## Évolution démographique du département de l'Aube
Le département a été créé par décret du 4 mars 1790. Il comporte alors six districts (Nogent-sur-Seine, Arcis-sur-Aube, Bar-sur-Aube, Bar-sur-Seine, Ervy, Troyes) et 53 cantons. Le premier recensement sera réalisé en 1791 et ce dénombrement, reconduit tous les cinq ans à partir de 1821, permettra de connaître plus précisément l'évolution des territoires.
Avec 246 361 habitants en 1831, le département représente 0,76 % de la population française, qui est alors de 32 569 000 habitants. De 1831 à 1866, il va gagner 15 590 habitants, soit une augmentation de 0,18 % moyen par an, égal au taux d'accroissement national de 0,48 % sur cette même période.
L'évolution démographique entre la Guerre franco-prussienne de 1870 et la Première Guerre mondiale est négative alors qu'elle croît au niveau national. Sur cette période, la population perd 14 651 habitants, soit une baisse de -5,73 % alors que la croissance est de 10 % au niveau national. La population croît de 5,15 % pour la période de l'entre-deux guerres courant de 1921 à 1936, à l'instar du niveau national qui croît de 6,9 %.
À l'instar des autres départements français, l'Aube va ensuite connaître un essor démographique après la Seconde Guerre mondiale, mais relativement faible.
En 2022, le département comptait 311 076 habitants, en évolution de +0,7 % par rapport à 2016 (France hors Mayotte : +2,11 %).
| 1791    | 1801    | 1806    | 1821    | 1826    | 1831    | 1836    | 1841    | 1846    |
| ------- | ------- | ------- | ------- | ------- | ------- | ------- | ------- | ------- |
| 228 885 | 231 455 | 238 819 | 230 688 | 241 762 | 246 361 | 253 870 | 258 180 | 261 881 |

| 1851    | 1856    | 1861    | 1866    | 1872    | 1876    | 1881    | 1886    | 1891    |
| ------- | ------- | ------- | ------- | ------- | ------- | ------- | ------- | ------- |
| 265 247 | 261 673 | 262 785 | 261 951 | 255 687 | 255 217 | 255 326 | 257 374 | 255 548 |

| 1896    | 1901    | 1906    | 1911    | 1921    | 1926    | 1931    | 1936    | 1946    |
| ------- | ------- | ------- | ------- | ------- | ------- | ------- | ------- | ------- |
| 251 435 | 246 163 | 243 670 | 241 036 | 227 839 | 238 253 | 242 596 | 239 563 | 235 237 |

| 1954    | 1962    | 1968    | 1975    | 1982    | 1990    | 1999    | 2006    | 2011    |
| ------- | ------- | ------- | ------- | ------- | ------- | ------- | ------- | ------- |
| 240 797 | 255 099 | 270 325 | 284 823 | 289 300 | 289 207 | 292 131 | 299 704 | 303 997 |

| 2016    | 2021    | 2022    | - | - | - | - | - | - |
| ------- | ------- | ------- | - | - | - | - | - | - |
| 308 910 | 311 329 | 311 076 | - | - | - | - | - | - |

## Population par divisions administratives

### Arrondissements
Le département de l'Aube comporte trois arrondissements. La population se concentre principalement sur l'arrondissement de Troyes, qui recense 74 % de la population totale du département en 2022, avec une densité de 65,1 hab./km2, contre 17 % pour l'arrondissement de Nogent-sur-Seine et 9 % pour celui de Bar-sur-Aube.
| Arrondissement   | Population(2022) | Variation(2022/2016)                       | Superficie(km2) | Densité(hab./km2) |
| ---------------- | ---------------- | ------------------------------------------ | --------------- | ----------------- |
| Troyes           | 230 314          | en évolution de +1,87 % par rapport à 2016 | 3 540,4         | 65,1              |
| Nogent-sur-Seine | 53 884           | en évolution de −0,34 % par rapport à 2016 | 1 223,6         | 44                |
| Bar-sur-Aube     | 26 878           | en évolution de −6,54 % par rapport à 2016 | 1 240,1         | 21,7              |
| Source : Insee.  |                  |                                            |                 |                   |

### Communes de plus de5 000 habitants
Sur les 431 communes que comprend le département de l'Aube, 24 ont en 2021 une population municipale supérieure à 2 000 habitants, huit ont plus de 5 000 habitants et cinq ont plus de 10 000 habitants : Troyes, Romilly-sur-Seine, Saint-André-les-Vergers, La Chapelle-Saint-Luc et Sainte-Savine.
Les évolutions respectives des communes de plus de 5 000 habitants sont présentées dans le tableau ci-après.
| Commune                 | Population(2022) | Variation(2022/2016)                       | Superficie(km2) | Densité(hab./km2) |
| ----------------------- | ---------------- | ------------------------------------------ | --------------- | ----------------- |
| Troyes                  | 62 443           | en évolution de +2,97 % par rapport à 2016 | 13,2            | 4 730,5           |
| Romilly-sur-Seine       | 14 751           | en évolution de +2,02 % par rapport à 2016 | 25,32           | 582,6             |
| Saint-André-les-Vergers | 12 695           | en évolution de +4,78 % par rapport à 2016 | 5,86            | 2 166,4           |
| La Chapelle-Saint-Luc   | 12 603           | en évolution de −1,51 % par rapport à 2016 | 10,48           | 1 202,6           |
| Sainte-Savine           | 10 457           | en évolution de +1,51 % par rapport à 2016 | 7,55            | 1 385             |
| Saint-Julien-les-Villas | 6 752            | en évolution de −1 % par rapport à 2016    | 5,26            | 1 283,7           |
| Nogent-sur-Seine        | 5 673            | en évolution de −5,02 % par rapport à 2016 | 20,08           | 282,5             |
| Pont-Sainte-Marie       | 5 202            | en évolution de +2,6 % par rapport à 2016  | 3,99            | 1 303,8           |
| Source : Insee.         |                  |                                            |                 |                   |

## Structures des variations de population

### Soldes naturels et migratoires sur la période 1968-2021
La variation moyenne annuelle est positive depuis les années 1970 mais en baisse, passant de 0,8 à 0,1 %. Le solde naturel annuel qui est la différence entre le nombre de naissances et le nombre de décès enregistrés au cours d'une même année, a baissé, passant de 0,6 à 0 %. La baisse du taux de natalité, qui passe de 16,9 à 10,4 ‰, n'est pas compensée par la baisse du taux de mortalité, qui parallèlement passe de 11,4 à 10,5 ‰.
Le flux migratoire reste positif mais faible sur la période courant de 1968 à 2021. Il baisse de 0,2 à 0,1 %. 
| Indicateurs démographiques                       | 1968 à1975 | 1975 à1982 | 1982 à1990 | 1990 à1999 | 1999 à2010 | 2010 à2015 | 2015 à2021 |
| ------------------------------------------------ | ---------- | ---------- | ---------- | ---------- | ---------- | ---------- | ---------- |
| Variation annuelle moyenne de la population en % | 0,8        | 0,2        | -0,0       | 0,1        | 0,3        | 0,4        | 0,1        |
| - due au solde naturel en %                      | 0,6        | 0,3        | 0,3        | 0,2        | 0,2        | 0,2        | -0,0       |
| - due au solde apparent des entrées sorties en % | 0,2        | -0,1       | -0,3       | -0,1       | 0,1        | 0,2        | 0,1        |
| Taux de natalité en ‰                            | 16,9       | 13,9       | 13,3       | 12,3       | 12,1       | 11,6       | 10,4       |
| Taux de mortalité en ‰                           | 11,4       | 10,8       | 10,4       | 10,0       | 9,7        | 9,7        | 10,5       |
| Source : Insee.                                  |            |            |            |            |            |            |            |

### Mouvements naturels sur la période 2014-2022
En 2014, 3 377 naissances ont été dénombrées contre 2 973 décès. Le nombre annuel des naissances a diminué depuis cette date, passant à 3 049 en 2022, indépendamment à une augmentation, mais relativement faible, du nombre de décès, avec 3 397 en 2022. Le solde naturel est ainsi négatif et diminue, passant de 404 à -348.
Pour des raisons techniques, il est temporairement impossible d'afficher le graphique qui aurait dû être présenté ici.

## Densité de population
La densité de population est en stagnation depuis 1968, en cohérence avec la stabilité de la population.
En 2021, la densité était de 51,9 hab./km2.
| 1968 |  | 45.0 |  |

| 1975 |  | 47.4 |  |

| 1982 |  | 48.2 |  |

| 1990 |  | 48.2 |  |

| 1999 |  | 48.7 |  |

| 2010 |  | 50.5 |  |

| 2015 |  | 51.5 |  |

| 2021 |  | 51.9 |  |

## Répartition par sexes et tranches d'âges
La population du département est plus âgée qu'au niveau national.
En 2021, le taux de personnes d'un âge inférieur à 30 ans s'élève à 35 %, soit en dessous de la moyenne nationale (35,1 %). À l'inverse, le taux de personnes d'âge supérieur à 60 ans est de 28,2 % la même année, alors qu'il est de 26,6 % au niveau national.
En 2021, le département comptait 151 625 hommes pour 159 704 femmes, soit un taux de 51,30 % de femmes, légèrement inférieur au taux national (51,61 %).
Les pyramides des âges du département et de la France s'établissent comme suit.
| Hommes | Classe d’âge | Femmes |
| ------ | ------------ | ------ |
| 0,8    | 90 ou +      | 2,1    |
| 7,4    | 75-89 ans    | 10,2   |
| 17,4   | 60-74 ans    | 18,4   |
| 19,4   | 45-59 ans    | 19     |
| 17,8   | 30-44 ans    | 17,3   |
| 18,3   | 15-29 ans    | 15,9   |
| 19     | 0-14 ans     | 17,1   |

| Hommes | Classe d’âge | Femmes |
| ------ | ------------ | ------ |
| 0,7    | 90 ou +      | 1,9    |
| 7,0    | 75-89 ans    | 9,5    |
| 16,6   | 60-74 ans    | 17,5   |
| 20,0   | 45-59 ans    | 19,5   |
| 18,8   | 30-44 ans    | 18,3   |
| 18,3   | 15-29 ans    | 16,7   |
| 18,6   | 0-14 ans     | 16,7   |

## Répartition par catégories socioprofessionnelles
La catégorie socioprofessionnelle des retraités est surreprésentée par rapport au niveau national. Avec 29,9 % en 2021, elle est 3,1 points au-dessus du taux national (26,8 %). La catégorie socioprofessionnelle des cadres et professions intellectuelles supérieures est quant à elle sous-représentée par rapport au niveau national. Avec 5,7 % en 2021, elle est 4,4 points en dessous du taux national (10,1 %).
| Catégorie socioprofessionnelle                    | 2015    | 2015 | 2021    | 2021 | Détails de l'année 2021 | Détails de l'année 2021 | Détails de l'année 2021            | Détails de l'année 2021            | Détails de l'année 2021            |
| Catégorie socioprofessionnelle                    | Nb      | %    | Nb      | %    | Hommes                  | Femmes                  | Part en % de la population âgée de | Part en % de la population âgée de | Part en % de la population âgée de |
| Catégorie socioprofessionnelle                    | Nb      | %    | Nb      | %    | Hommes                  | Femmes                  | 15 à 24 ans                        | 25 à 54 ans                        | 55 ans ou +                        |
| ------------------------------------------------- | ------- | ---- | ------- | ---- | ----------------------- | ----------------------- | ---------------------------------- | ---------------------------------- | ---------------------------------- |
| Agriculteurs exploitants                          | 4 376   | 1,7  | 4 082   | 1,6  | 2 929                   | 1 153                   | 0,2                                | 2,2                                | 1,4                                |
| Artisans, commerçants, chefs d'entreprise         | 7 640   | 3,0  | 7 775   | 3,0  | 5 274                   | 2 500                   | 0,6                                | 5,0                                | 1,9                                |
| Cadres et professions intellectuelles supérieures | 13 450  | 5,3  | 14 738  | 5,7  | 8 473                   | 6 264                   | 1,2                                | 10,2                               | 2,8                                |
| Professions intermédiaires                        | 30 681  | 12,1 | 31 948  | 12,5 | 14 847                  | 17 101                  | 7,6                                | 22,2                               | 4,3                                |
| Employés                                          | 40 461  | 16,0 | 40 629  | 15,8 | 10 604                  | 30 025                  | 15,8                               | 25,6                               | 5,9                                |
| Ouvriers                                          | 40 124  | 15,9 | 37 747  | 14,7 | 29 073                  | 8 674                   | 14,1                               | 23,5                               | 6,0                                |
| Retraités                                         | 76 186  | 30,2 | 76 557  | 29,9 | 34 301                  | 42 256                  | 0,0                                | 0,2                                | 70,3                               |
| Autres personnes sans activité professionnelle    | 39 689  | 15,7 | 42 985  | 16,8 | 17 866                  | 25 118                  | 60,5                               | 11,1                               | 7,4                                |
| Ensemble                                          | 252 606 | 100  | 256 461 | 100  | 123 367                 | 133 094                 | 100                                | 100                                | 100                                |
| Sources : Insee,.                                 |         |      |         |      |                         |                         |                                    |                                    |                                    |